# Adapsilia coarctata
Adapsilia coarctata is een vliegensoort uit de familie van de Pyrgotidae. De wetenschappelijke naam van de soort is voor het eerst geldig gepubliceerd in 1842 door Waga.